# Justinus II
Flavius Iustinus (Grieks: Φλάβιος Ἰουστίνος) (c. 520 - 578), bekend als Justinus II (Nederlands, verouderd: Justijn), was Romeins keizer van Byzantium van 565 tot aan zijn dood in 578 en was de neef en opvolger van Justinianus I.

## Biografie
Justinus II trouwde met Sophia, de nicht van de vroegere keizerin Theodora en verkreeg daardoor (en door zijn invloed aan het hof) rechten op het keizerschap.
Op zijn sterfbed wettigde Justinianus zijn neef Justinus als zijn troonopvolger. Op de dag na de dood van de oude keizer reed hij samen met zijn vrouw Sophia naar de Hagia Sophia en het hippodroom om toegejuicht te worden door zijn onderdanen. Kort na zijn troonsbestijging ontving hij een gezantschap van de Avaren en hij weigerde hen schatting te betalen zoals zijn voorganger had gedaan. De werkelijke reden hiervoor was dat de Byzantijnse staatskas leeg was door de jaren van oorlog onder Justinianus. Hij trok deze lijn ook door bij koning Khusro I. Deze daden leverde Justinus een grote populariteit op bij het volk.
In 568 vielen de Longobarden Italië binnen, maar hij kon geen actie tegen hen ondernemen omdat zijn aandacht werd opgeëist door de Avaren die in opstand kwamen in Dalmatië. Na een periode van drie jaar was Justinus II gedwongen een verdrag met hen te sluiten en moest hij aan hen een bedrag van 80.000 zilverstukken betalen. In 571 brak ook in Armenië opstand uit, tegen de Sassaniden. De Armeniërs vroegen Justinus om hulp, wat hij niet kon negeren. In 572 brak de oorlog uit tussen de Byzantijnen en Sassaniden. Tijdens Justinus' bewind vonden de eerste Turkse invallen van het rijk plaats. De Turken veroverden een gebied op de Krim op de Byzantijnen.
Ondertussen was Justinus II in het eigen rijk begonnen met de openlijke vervolging van de monofysieten. Zij werden uit hun kerken en kloosters verdreven en de monofysitische clerus werd niet langer erkend. De vervolging van de monofysieten zou een gevolg kunnen zijn van de groeiende waanzinnigheid van de keizer. Hij had de neiging om iedereen die bij hem in de buurt kwam aan te vallen en had vaak de neiging om uit het raam te springen. Sophia nam de leiding over het rijk over en wist een bestand te sluiten met Khusro I. Onder invloed van Sophia benoemde Justinus Tiberius I Constantijn tot zijn opvolger, tot groot ongenoegen van zijn eigen familie.